# Absolute meetkunde
Absolute meetkunde (ook wel neutrale meetkunde) is een meetkunde op basis van een axiomatisch systeem dat niet uitgaat van het parallellenpostulaat, het vijfde axioma uit de Elementen van Euclides, of enige alternatieve formulering hiervan. De term werd in 1822 geïntroduceerd door János Bolyai.

## Relatie tot andere meetkundes
De stellingen van de absolute meetkunde zijn van toepassing in sommige niet-euclidische meetkundes, zoals de hyperbolische, en in de euclidische meetkunde.
Absolute meetkunde is inconsistent met de elliptische meetkunde. In de absolute meetkunde bestaan parallelle lijnen en aangezien er in de elliptische meetkunde geen parallelle lijnen bestaan, kan het parallellenpostulaat van Euclides onmiddellijk worden weerlegd.
Men zou kunnen denken dat absolute meetkunde een tamelijk zwak systeem is, maar dat is niet het geval. In de Elementen van Euclides maken de eerste 28 proposities geen gebruik van het parallellenpostulaat. Om die reden zijn deze 28 stellingen ook geldig in de absolute meetkunde. Men kan in de absolute meetkunde ook de uitwendige hoekstelling bewijzen (een uitwendige hoek van een driehoek is groter dan elk van de afgelegen hoeken), evenals de stelling van Saccheri-Legendre, die stelt dat de drie hoeken van een driehoek ten hoogste optellen tot 180°.

## Onvolledigheid
Absolute meetkunde is een onvolledig axiomatisch systeem, in de zin dat men er extra axioma's aan kan toevoegen zonder dat men het axiomatisch systeem van de absolute meetkunde inconsistent maakt. Men kan de absolute meetkunde uitbreiden door er verschillende axioma's over parallelle lijnen aan toe te voegen om zo een onverenigbaar, maar consistent axiomatisch systeem te verkrijgen, waaruit een euclidische, geordende en hyperbolische meetkunde kan ontstaan. Elke stelling van de absolute meetkunde is dus ook een stelling die geldig is binnen de hyperbolische, euclidische en geordende meetkunde. Het omgekeerde is echter niet het geval.

## Voetnoten
1. ↑  Greenberg citeert W. Prenowitz en M. Jordan (Greenberg, blz. xvi) als gebruikgemaakt hebbend van de term neutrale meetkunde om naar dat deel van de Euclidische meetkunde te verwijzen, dat niet afhankelijk is van Euclides zijn parallellenpostulaat. Hij zegt dat het woord absolute in absolute meetkunde ten onrechte impliceert dat alle andere meetkundes afhankelijk zijn van de absolute meetkunde.
2. ↑  neutraal, aangezien de absolute meetkunde neutraal is met betrekking tot het parallellenpostulaat.
3. ↑  Diverse meetkundes. Gearchiveerd op 5 november 2021.
4. ↑  De absolute meetkunde is in feite de doorsnede van de hyperbolische meetkunde en de Euclidische meetkunde, wanneer deze twee meetkundes als een verzameling van proposities worden beschouwd.
5. ↑  Dit kan worden bewezen door gebruik te maken van een bekende constructie: gegeven een lijn {\displaystyle l} en een punt, {\displaystyle P}, dat niet op lijn {\displaystyle l} ligt, laat vervolgens de loodlijn {\displaystyle m} van {\displaystyle P} op {\displaystyle l} vallen en richt dan een loodrechte lijn {\displaystyle n} naar {\displaystyle m} door {\displaystyle P}. Door middel van de alternatieve inwendige hoekstelling is {\displaystyle l} evenwijdig aan {\displaystyle n}. (De alternatieve inwendige hoekstelling stelt dat als twee lijnen {\displaystyle a} en {\displaystyle b} worden gesneden door een transversale lijn, {\displaystyle t}, zodat er een paar van congruentie alternatieve inwendige hoeken bestaat, dat a en b dan parallel aan elkaar zijn.) De bovenstaande constructie, samen met de alternatieve inwendige hoekstelling, is niet afhankelijk van het parallellenpostulaat en is daarom dus geldig binnen de absolute meetkunde (Greenberg, blz. 163).
6. ↑  Men ziet hier opnieuw de onverenigbaarheid van de absolute meetkunde met de elliptische meetkunde, aangezien de hoeken van een driehoek in de elliptische meetkunde altijd optellen tot meer dan 180°.